# 角膜
角膜（cornea）属眼球纤维膜最前端透明、稍突出的圆盘状薄膜部分，无色透明、无血管、无黑素细胞，但富含感觉神经末梢；角膜为多層組織，内、外面被覆上皮，中间为规则排列的致密结缔组织。
角膜作用為：
- 初步集中進入眼球內的光
- 防止異物進入眼球

角膜位於虹膜、瞳孔及前房前方，並為眼睛提供2/3的屈光力（角膜的屈光力是眼球中最強，總屈光度為43-48D），進入眼球的光在經過角膜後，通過晶状體的折射，光線(影像)便可以聚焦在視網膜上。角膜的折光能力之所以是屈光系統中最强的，是因为它直接和空气接触。
角膜有十分敏感的神經末梢，如有外物接觸角膜，眼瞼便會反射地合上以保護眼睛。為了保持透明，角膜並沒有血管，而是透過淚液及房水獲取養分及氧氣。
人類角膜直徑約11.5毫米（橫向徑略大於垂直徑），中心厚度約有0.5至0.6毫米，邊緣厚度則約0.6至0.8毫米；前表面曲率半徑約7.8mm，後表面約6.8mm。
由于角膜是眼球屈光度最大构造，因此也是角膜塑形镜与激光手术（LASIK等）减少近视度数作用的部位；而真正因角膜结构异常（曲率半径过小而屈光力强）引起的近视很少见，例如圆锥角膜。

## 组织学（显微解剖学）
食肉类角膜只有四层，而人类角膜从前至后（由外向内）约分为5层：

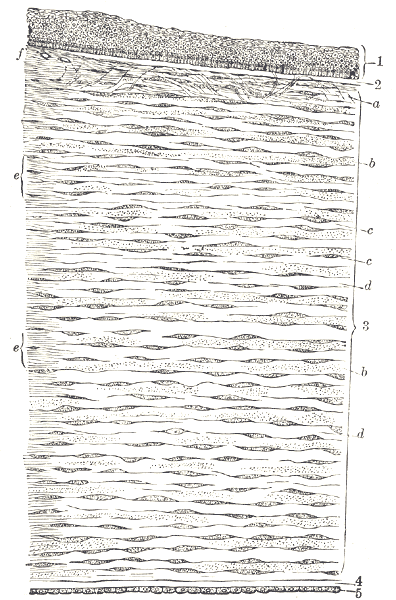
自近角膜缘处的人类角膜垂直切面，图示1-5为角膜的5层，a-f为角膜基质的细部构造。

- 上皮层[2]（上皮细胞层，角膜上皮）
- 前弹力层[3]（前界层，鲍曼膜）
- 基质层[4]（固有层，角膜基质）
- 后弹力层[5]（后界层，德塞梅膜）
- 内皮层[6]（角膜内皮）

## 角膜缘
角膜缘（corneal limbus）又称角巩膜缘，是角膜和巩膜（眼白）的移行区，为两者间的边界，也是与结膜三者共同的结合处；许多眼科手术在此作切口。

### 引用
1. ↑  .   [2012-05-14]. （原始内容存档于2012-05-20）.
2. ↑  曲景灏,孙旭光. 角膜上皮层基底细胞及其基底膜的研究进展[J]. 中华眼科杂志,2016,52(9)：703-707. DOI:10.3760/cma.j.issn.0412-4081.2016.09.015
3. ↑  黎彪,吴园园,邵毅. 前弹力层移植的应用及进展[J]. 国际眼科纵览,2018,42(6)：367-371. DOI:10.3760/cma.j.issn.1673-5803.2018.06.002
4. ↑  玄猛,张妍,王淑荣. 角膜基质蛋白研究进展[J]. 中华实验眼科杂志,2015,33(11)：1043-1047. DOI:10.3760/cma.j.issn.2095-0160.2015.11.017
5. ↑  申展,洪晶. 角膜后弹力层脱离的诊疗方法及其研究进展[J]. 中华眼科杂志,2021,57(02)：143-149. DOI:10.3760/cma.j.cn112142-20200827-00558
6. ↑  赵君,樊廷俊. 组织工程角膜内皮的体外构建及在猕猴角膜移植中的应用[J]. 中华眼视光学与视觉科学杂志,2016,18(4)：226-231. DOI:10.3760/cma.j.issn.1674-845X.2016.04.007

## 外部連結
- Facts About The Cornea and Corneal Disease （页面存档备份，存于） National Eye Institute (NEI)
- Keratoconus (Irregular Astigmatism), Patient Support （页面存档备份，存于）
- Keratos, Patient Support （页面存档备份，存于）